# Zach Morley
Pour les articles homonymes, voir Morley.
Zach Scott Morley, né le 25 avril 1983, à Maryville, dans l'État du Missouri, est un joueur américain de basket-ball. Il évolue au poste d'ailier fort.

## Biographie
À la fin du mois de décembre 2013, Roanne annonce la signature de Morley, dans le championnat français de première division.